# St.-Peter-Straße 1 (Mönchengladbach)

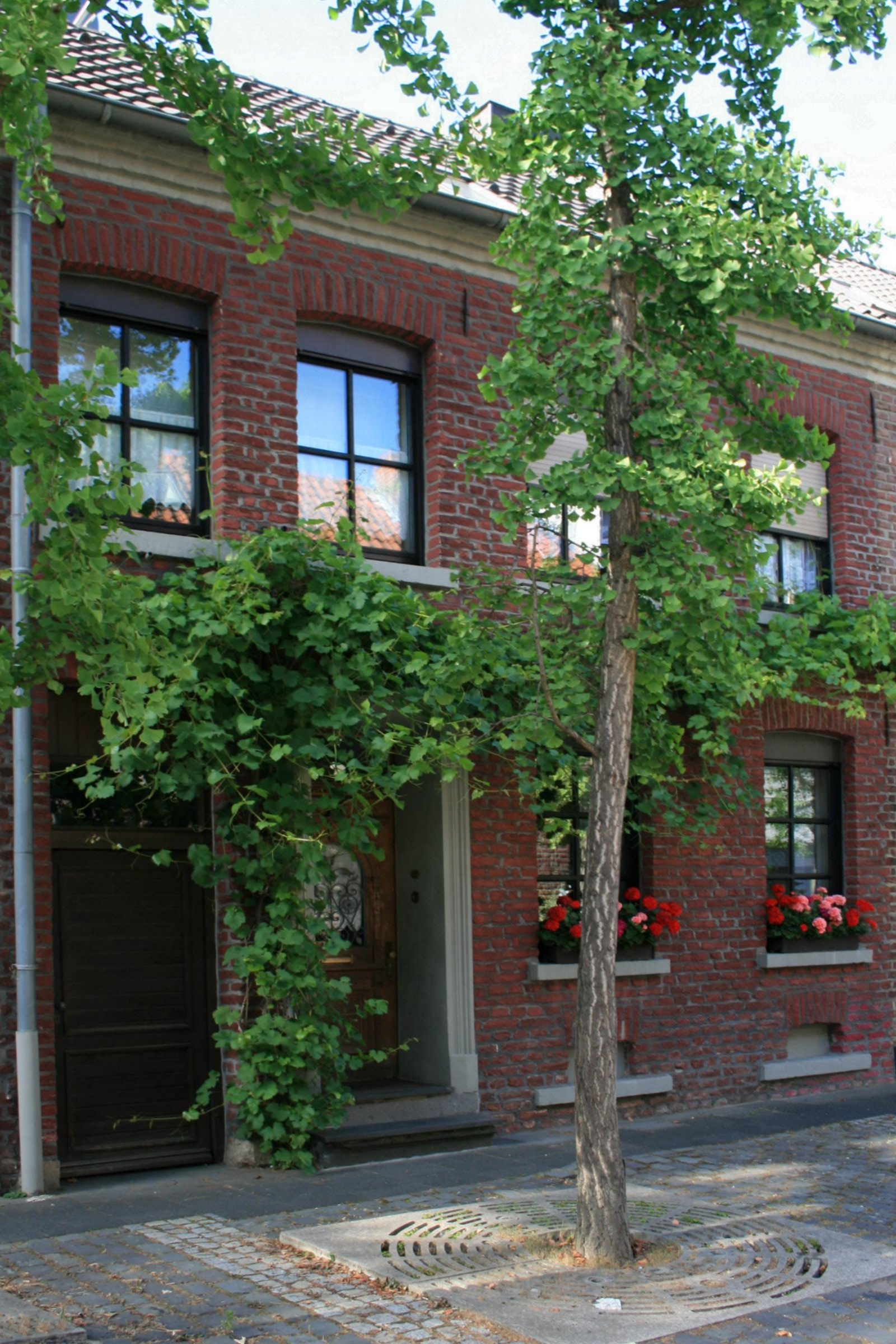
Wohnhaus (2010)

Das Wohnhaus St.-Peter-Straße 1 steht im Stadtteil Rheindahlen in Mönchengladbach (Nordrhein-Westfalen).
Das Gebäude wurde nach 1819 erbaut und unter Nr. St 009 am 4. Dezember 1984 in die Denkmalliste der Stadt Mönchengladbach eingetragen.

## Lage
Die St.-Peter-Straße liegt im Ortskern von Rheindahlen nahe der Pfarrkirche St. Helena und ist in gemischter Form von Wohnhäusern, ehem. Wohn-Stallhäuser und Fachwerkhäusern geprägt. Sie verbindet die Helenastraße mit der Straße „Am Wickrather Tor“.

## Architektur
Das Haus Nr. 1 ist ein einfaches, ganz aus Ziegelmauerwerk  aufgeführtes  traufständiges Haus in  vier  Achsen zu zwei Geschossen und wurde im zweiten Viertel des 19. Jahrhunderts erbaut.
Das Objekt ist als Teil des Gesamtensembles St.-Peter-Straße als Baudenkmal unter Schutz gestellt.